# Helmut G. Müller
Helmut G. (Gene) Müller (* 1938 oder 1939) ist ein deutscher Sportjournalist.
Der gelernte Bankkaufmann Müller war seit 1967 für den Süddeutschen Rundfunk tätig und trat hier zunächst insbesondere als Reporter bei Formel-1-Rennen in Erscheinung, deren Übertragungen bzw. Zusammenfassungen seit seiner Premiere beim Grand Prix 1978 in Brasilien bis zum Wechsel der Rechte zum Privatsender RTL auch durch seine markante Stimme mitgeprägt waren. Müller kam jedoch auch weiterhin in der ARD im Rahmen der Sportberichterstattung zum Einsatz. So moderierte er oft die Bob- und Rodel-Wettbewerbe, aber auch Motorsportereignisse, wie die Motorrad-Grands-Prix. Auch führte er als Moderator durch die Sendung Sport im Dritten.